# 富士市立原田小学校
富士市立原田小学校（ふじしりつはらだしょうがっこう）は、静岡県富士市原田にある市立の小学校。

## 沿革
- 1873（明治6）年 - 9月、前年に文部省の出した「小学教則」を受け、富士郡の今泉村原田村組合により、寺市場の妙延寺境内の土蔵を利用して、共立小学校「原泉舎」が設立される（この建物は現在、広見公園内に移築保存されている）。
- 1874（明治7）年 - 1月、原泉舎と分離し、原田村滝川の永明寺を仮校舎として、「方正舎」を置く。
- 1875（明治8）年 - 3月15日、小学区画が定められ、第二大学区第十四番中学区第八十五番小学校方正舎となる。
- 1881（明治14）年 - 5月25日、学区改正で富士郡第十四学区方正舎となる。9月25日、生徒数の増加に伴い、村の共有地に新築開校。
- 1886（明治19）年 - 小学校令により学区改正。第四学区村立尋常小学校穆清舎の分教場となり、吉永村立穆清尋常小学校原田分校となる。
- 1888（明治21）年 - 村の財政の都合で学校が閉鎖される。
- 1889（明治22）年 - 町村制の施行により、公立原田小学校が開かれる。
- 1907（明治40）年 - 1月5日、敷地工事を開始。11月3日、新築落成式を挙行。
- 1923（大正12）年 - 高等科を置き、原田尋常高等小学校となる。
- 1941（昭和16）年 - 4月、国民学校令に伴い、富士郡原田村立国民学校（初等科・高等科）となる。
- 1947（昭和22）年 - 新学制施行に伴い、富士郡原田村立原田小学校となる。高等科を母体に原田村立原田中学校[注釈 1]が発足。
- 1955（昭和30）年 - 2月11日、原田村が吉原市に編入され、吉原市立原田小学校となる。この年、2階建の新校舎が落成。
- 1957（昭和32）年 - 開校五十周年記念式典を挙行。
- 1966（昭和41）年 - 11月1日、富士市・吉原市・鷹岡町の合併により、富士市立原田小学校となる。
- 1967（昭和42）年 - 鉄筋コンクリート3階建の新校舎が完成。11月、吉田とし作詞・中田喜直作曲の校歌を制定。

## 主な進学先
- 富士市立吉原第三中学校